# 68 Девы
i Девы (лат. i Virginis), 68 Девы (лат. 68 Virginis), HD 116870 — двойная звезда в созвездии Девы на расстоянии приблизительно 492 световых лет (около 151 парсек) от Солнца. Визуальная звёздная величина звезды — +5,275m.

## Характеристики
Первый компонент — красно-оранжевый гигант спектрального класса K2, или K5III, или M0III. Масса — около 1,925 солнечной, радиус — около 47,247 солнечного, светимость — около 434,399 солнечной. Эффективная температура — около 3940 K.
Второй компонент — коричневый карлик. Масса — около 49,26 юпитерианской. Удалён в среднем на 1,861 а.е..